# パエザーナ
パエザーナ（伊: Paesana）は、イタリア共和国ピエモンテ州クーネオ県にある、人口約2,700人の基礎自治体（コムーネ）。

## 地理

### 位置・広がり

#### 隣接コムーネ
隣接するコムーネは以下の通り。
- バルジェ
- オンチーノ
- オスターナ
- サンペイレ
- サンフロント

#### 地震分類
イタリアの地震リスク階級 (it) では、3s に分類される
。

## 行政

### 分離集落
パエザーナには、以下の分離集落（フラツィオーネ）がある。
- Agliasco, Battagli Calcinere, Croce, Croesio, Erasca Ghisola, San Lorenzo